# Wrong Turn 4: Bloody Beginnings
Wrong Turn 4: Bloody Beginnings is een Duits-Amerikaanse horrorfilm uit 2011 onder regie van Declan O'Brien, die ook het scenario schreef. De productie vormt het vierde deel in een serie die in 2003 begon met Wrong Turn. Het verhaal van Bloody Beginnings speelt zich af vóór dat in de drie voorgaande delen.

## Verhaal
Een groep studenten neemt tijdens hun wintersportvakantie een verkeerde afslag, verdwaalt in een storm en zoekt onderdak in een verlaten sanatorium. De reizigers zijn daar volledig geïsoleerd door de storm. Het sanatorium heeft alleen een duister verleden en sommige van haar ex-patiënten wonen er heimelijk nog steeds. Opgesloten met een mismaakte groep kannibalen, proberen de studenten de nacht te overleven.

## Rolverdeling
| Acteur            | Personage                      |
| ----------------- | ------------------------------ |
| Jennifer Pudavick | Kenia (als Jenny Pudavick)     |
| Dean Armstrong    | Daniel                         |
| Tenika Davis      | Sara                           |
| Kaitlyn Leeb      | Bridget (als Kaitlyn Wong)     |
| Terra Vnese       | Jenna                          |
| Victor Zinck Jr.  | Kyle                           |
| Ali Tataryn       | Lauren                         |
| Samantha Kendrick | Claire                         |
| Sean Skene        | Vincent / Three Finger         |
| Blane Cypurda     | Three Finger als achtjarige    |
| Dan Skene         | One Eye                        |
| Tristan Carlucci  | One Eye als negenjarige        |
| Scott Johnson     | Saw Tooth / Verpleger          |
| Bryan Verot       | Saw Tooth als tienjarige       |
| Arne MacPherson   | Dr. Ryan (als Arne Macpherson) |
| Kristen Harris    | Dr. Ann Marie McQuaid          |